# Francesco Flora
Francesco Flora (Colle Sannita, 28 ottobre 1891 – Bologna, 17 settembre 1962) è stato un critico letterario, storico della letteratura, poeta e scrittore italiano, di formazione crociana, nonché antifascista.

## Biografia
Figlio di Giuseppe, che scomparve prematuramente, e di Vincenza Di Lecce, Francesco Flora si concentrò sullo studio del diritto, laureandosi in Giurisprudenza alla Sapienza - Università di Roma, per poi dedicarsi alla letteratura. Come autore si mise in evidenza per due brevi raccolte poetiche, Immortalità (1921) e Canti spirituali (1944) nelle quali descrisse la sua visione orfica del mondo.
Segnatalosi all'attenzione del panorama culturale italiano nel 1921, con la pubblicazione del saggio Dal romanticismo al futurismo, nel 1936 scrisse La poesia ermetica, pubblicata da Laterza, in cui accomunava in un giudizio negativo la "nuova lirica" del primo dopoguerra italiano, accusandola, già attraverso la denominazione, di essere oscura, difficile ed elitaria.
Ostile al fascismo, pur di non prendere la tessera del PNF rifiutò la cattedra universitaria e un posto all'Accademia d'Italia, andando a dirigere l'unica impresa editoriale antifascista non soppressa, cioè «La critica», dove subentrò al suo maestro Benedetto Croce. Dopo la seconda guerra mondiale, fondò e diresse, tra le altre, la «Rassegna d'Italia», insegnò Letteratura italiana presso l'Università di Bologna e fu membro dell'Accademia dei Lincei.
Fu molto diffusa, e varie volte ripubblicata, la sua Storia della letteratura italiana, edita in cinque volumi dalla Arnoldo Mondadori Editore. Fra le altre opere, in cui innestava con vivacità artistica la filologia e la storia, si ricordano la Civiltà del Novecento del 1934, il Foscolo del 1940, la Taverna del Parnaso del 1943, i Saggi di poetica moderna del 1949 e i due volumi della Poetica e poesia di Giacomo Leopardi usciti tra il '49 e il '50.
Lasciò incompiuta la Guida alla poesia, di cui scrisse cinque volumi a partire dal 1959, mentre ebbe al suo attivo anche due romanzi, La città terrena del 1927 e Mida il nuovo satiro del 1950, così come delle raccolte di versi confluite, nel 1957, nel volume Canti spirituali.
Gli interessi del filologo e dello storico della letteratura si unirono a quelli dello studioso di estetica e della civiltà contemporanea e da questo incontro nacquero le sue opere più rilevanti, sorrette da una sua grande fiducia in un nuovo umanesimo che tenga conto del valore antico della parola.

## Opere critiche
Della copiosa e multiforme produzione letteraria di Francesco Flora, che lo stesso ebbe a definire «estetica, filologica e critica ad un tempo» , è utile citare almeno le seguenti opere critiche:
- Dal romanticismo al futurismo, Milano, Mondadori, 1925.
- D'Annunzio, Napoli, Ricciardi, 1926.
- Croce, Milano, Athena, 1927.
- I miti della parola, Trani, Vecchi e C., 1931.
- Civiltà del Novecento, Bari, Laterza, 1934.
- La poesia ermetica, Bari, Laterza, 1936.
- Foscolo, Milano, Società Editrice Nazionale, 1940.
- Storia della letteratura italiana, in tre volumi, Milano, Mondadori, 1940 (e successive riedizioni).
- Taverna del Parnaso, Roma, Tumminelli, 1943.
- Saggi di poetica moderna. Dal Tasso al surrealismo, Messina, D'Anna, 1949.
- Scrittori italiani contemporanei, Pisa, Nistri-Lischi, 1952.
- Orfismo della parola, Bologna, Cappelli, 1953.
- Guida alla poesia: Preludio alla poesia, Milano, Nuova Accademia, 1959.
- La poesia della Bibbia, Milano, Nuova Accademia, 1959.
- La poesia dell'Egitto e della Mesopotamia, Milano, Nuova Accademia, 1959.
- La poesia di Giovanni Pascoli, Bologna, Zanichelli, 1959.
- La poesia e la prosa di Giosuè Carducci, Pisa, Nistri-Lischi, 1959.
- Guida alla poesia: Poesia e impoesia nell'Ulisse di Joice, Pisa, Nistri-Lischi, 1962.

## Riconoscimenti
- Il 17 febbraio 1963 ha ricevuto, dalla Giunta Comunale della Città, il Premio Archiginnasio di Bologna alla memoria.[4]